# Pfarrkirche St. Agatha (Buchrain)
St. Agatha ist die Pfarrkirche der römisch-katholischen Pfarrei Buchrain-Perlen im Pastoralraum Rontal des Bistums Basel. Sie befindet sich in der Gemeinde Buchrain im Schweizer Kanton Luzern.

## Geschichte
Die alte Pfarrkirche St. Agatha und Jakobus d. Ä. wurde 1455 errichtet. Ein erstes Gotteshaus befand sich an diesem Platz bereits im Jahr 1257. 1728 wird das Beinhaus neben der Kirche erstmals erwähnt. Nach vielen Ergänzungen, Renovierungen und Veränderungen über die Jahrhunderte gab es 1932/33 die bisher letzte große Renovierung mit Vergrößerung des Kirchenraums und umfangreichen Veränderungen des Innenraums nach Plänen des Architekten Adolf Gaudy aus Rorschach.
Nach dem Neubau der Pfarrkirche wurde die alte Kirche der reformierten Gemeinde für ihre Gottesdienste überlassen. Im Jahr 2006 wurde die Kirche dann an die serbisch-orthodoxe Gemeinde vermietet. Nachdem diese 2020 in die ehemalige Pfarrkirche Perlen umgezogen ist, wird für die alte Agathakirche ein Begegnungsort mit Café geplant.
Die Vorüberlegungen für den Bau einer neuen Kirche reichen bis ins Jahr 1957 zurück. Nach Überwindung vieler Hindernisse konnte 1971/72 die neue Pfarrkirche St. Agatha nach Plänen der Zürcher Architekten Naef, Studer und Studer errichtet werden. Die feierliche Kirchweihe wurde am 9. Dezember 1972 durch den Basler Bischof Anton Hänggi vollzogen. 2014 wurde eine gründliche Renovierung vorgenommen.
Bei diesem Gebäude wurde die organische Raumform des Kirchenraums einer klar ablesbaren kubischen Raumform einbeschrieben. Kapellen, der skulpturale Glockenturm sowie Eingang und Treppenhäuser sind in Sichtbetonbauweise ausgeführt, kräftige farbige Akzente in Blau, Gelb und Orange unterstreichen diese additive Komposition.

## Orgel
Zunächst wurde 1972 in der neuen Kirche eine Orgel der Orgelbau Cäcilia (A. Frey) AG, Luzern mit 26 Registern auf zwei Manualen und Pedal aufgestellt. Schon nach kurzer Zeit traten bauliche Mängel zu Tage, so dass man sich für ein neues Instrument entschied. Seit 1996 steht in der neuen Kirche ein von Orgelbau Mathis erbaute Schleifladenorgel mit 25 Registern auf zwei Manualen und Pedal. 2008 wurde die Orgel durch die Firma Orgelbau Goll repariert, welche auch die Wartung übernahm und 2017 eine Revision durchführte.

## Glocken
Das vierstimmige Glockengeläut stammt von der Gießerei H. Rüetschi aus Aarau.
| Glocke | Gussjahr | Durchmesser | Schlagton | Inschrift                                                                      |
| ------ | -------- | ----------- | --------- | ------------------------------------------------------------------------------ |
| 1      | 1972     | 1330 mm     | es′       | Frid, Wahrheit geb dir allermeist Gott Vater, Sohn und Heiliger Geist          |
| 2      | 1932     | 1070 mm     | g′        | Vivos voco, mortuos plango, fulgura frango                                     |
| 3      | 1972     | 900 mm      | b′        | Dein Glaub, dein Lieb, dein Hoffnung fein, allein auf Gott soll g'richtet seyn |
| 4      | 1972     | 800 mm      | c″        | Erkenn die Zeit, in der dein Gott dich gnädiglich heimsuchen thut              |